# Гней Корнелий Лентул Авгур
Гней Корнелий Лентул Авгур (на латински: Gnaeus Cornelius Lentulus Augur; † 25 г.) e политик на ранната Римска империя.

## Биография
Произлиза от стара обедняла фамилия и Август му помага.
През 14 пр.н.е. Лентул e консул заедно с Марк Лициний Крас Фруги. От 10 до 6 пр.н.е. е легат на Дунав. Има успехи против даките, гетите и сарматите и получава затова триумф. През 2/1 пр.н.е. е проконсул на провинция Азия. След смъртта на Август той придружава през 14 г. Друз в Далмация, за да прекрати въстание на войниците.
Той е верен привърженик на Тиберий. Лентул е член на колегиите на авгурите и на арвалските братя. Той натрупва голямо богатство, което след неговата смърт отива за императора.